# Nicarágua nos Jogos Pan-Americanos de 2007
A Nicarágua competiu nos Jogos Pan-Americanos de 2007 no Rio de Janeiro, no Brasil.

## Medalhas

### Bronze
Beisebol masculino
- Equipe

Boxe - Peso pena (até 57 kg)
- Orlando Rizo

## Desempenho

### Beisebol
Masculino
- Fase de grupos
  - Derrota para o BRA Brasil, 0-1
  - Derrota para os USA Estados Unidos, 4-8
  - Vitória sobre a DOM República Dominicana, 2-0
- Semifinal
  - Derrota para CUB Cuba, 0-4
- Disputa pelo bronze
  - Não houve disputa[1] →  Bronze